# Troubitchino (raïon de Novgorod)
Troubitchino (en russe : Макси́мовка), est un hameau de l'établissement rural de Troubitchino, dont il est le chef-lieu, du raïon de Novgorod dans l'oblast de Novgorod. Sa population s'élevait à 3 589 habitants au recensement de 2021.

## Géographie
La localité est située dans l'oblast de Novgorod, un sujet de la Russie européenne, dans le district fédéral du Nord-Ouest. Troubitchino est l'une des 201 localités du raïon de Novgorod,, un raïon du nord-ouest de l'oblast. Le centre administratif du raïon et de l'oblast est la ville de Veliki Novgorod.
Troubitchino, comme tout l'oblast de Novgorod, est située dans le fuseau horaire MSK (heure de Moscou). Le décalage horaire appliqué par rapport au temps universel coordonné est +03:00.
Troubitchino fait partie de l'établissement rural de Troubitchino, une des dix entités municipales du raïon, dont il est par ailleurs le chef-lieu.

## Démographie
Recensements (*) et estimations de la population,,:
| 2002* | 2010* | 2021* | - |
| ----- | ----- | ----- | - |
| 2 575 | 3 009 | 3 589 | - |

En 2002, sur les 2 575 habitants, il y avait 87 % de Russes.

## Galerie

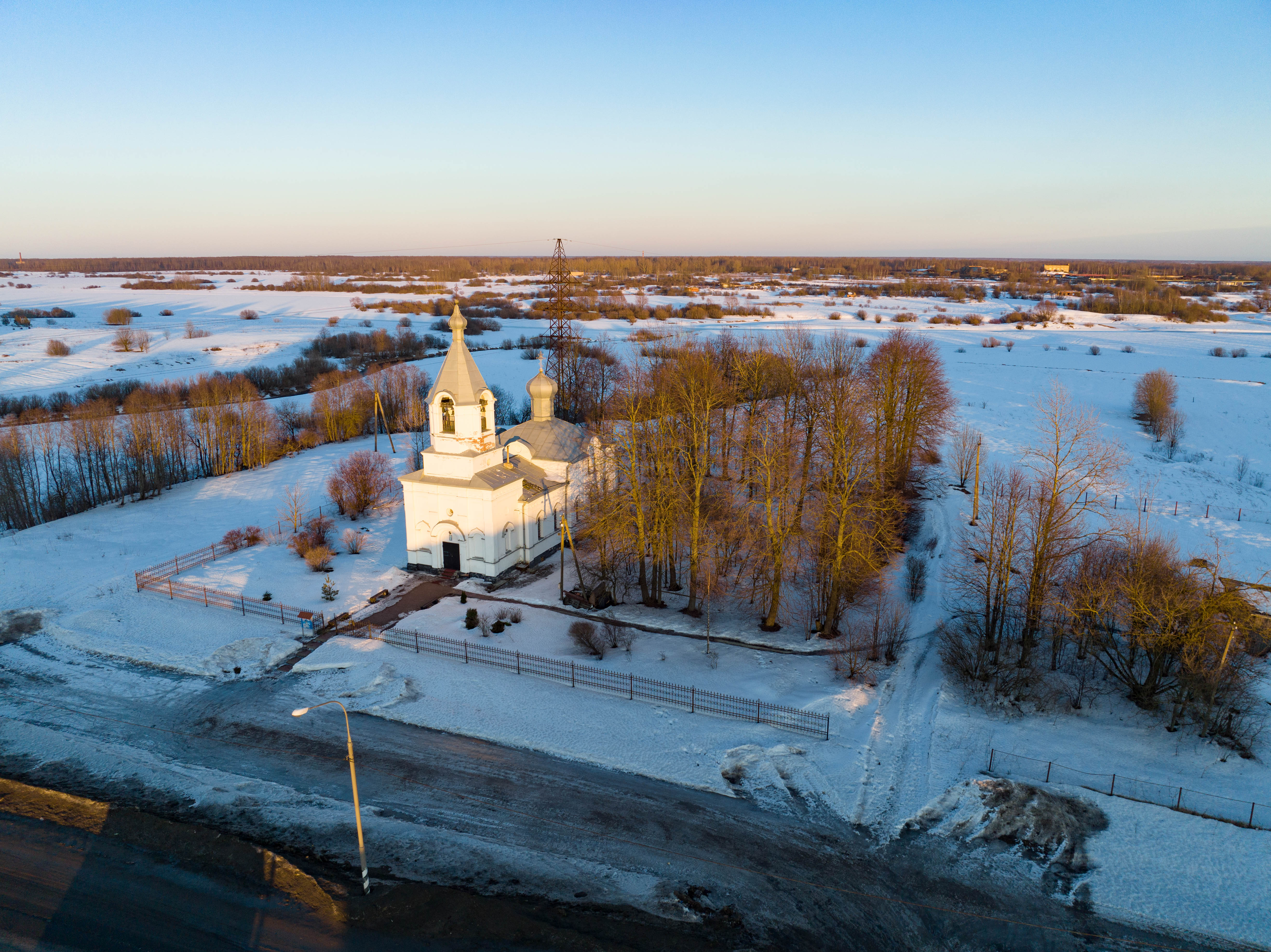
L'église.
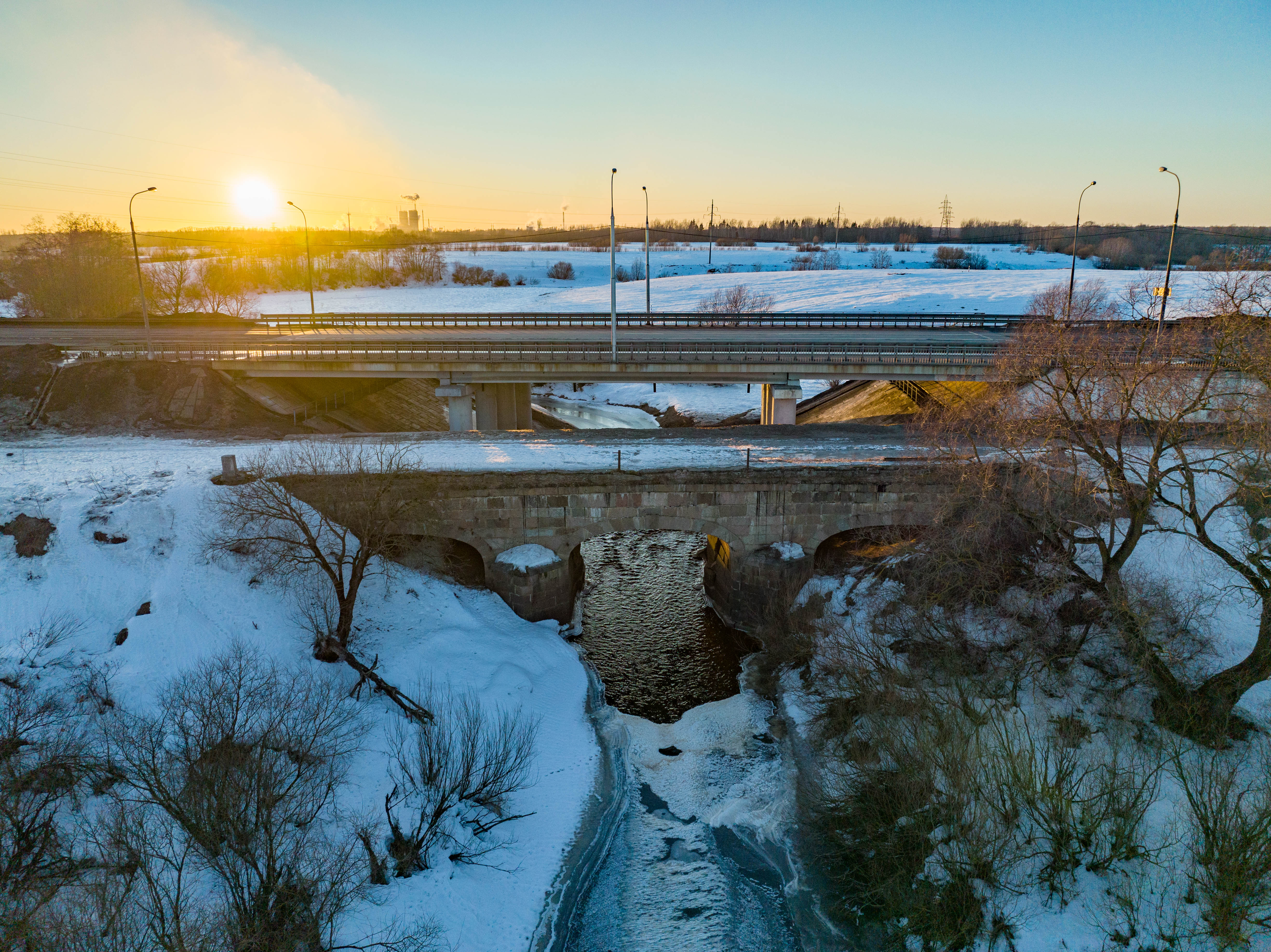
Ancien et nouveau pont. L'ancien est classé fédéralement depuis 1995[8].
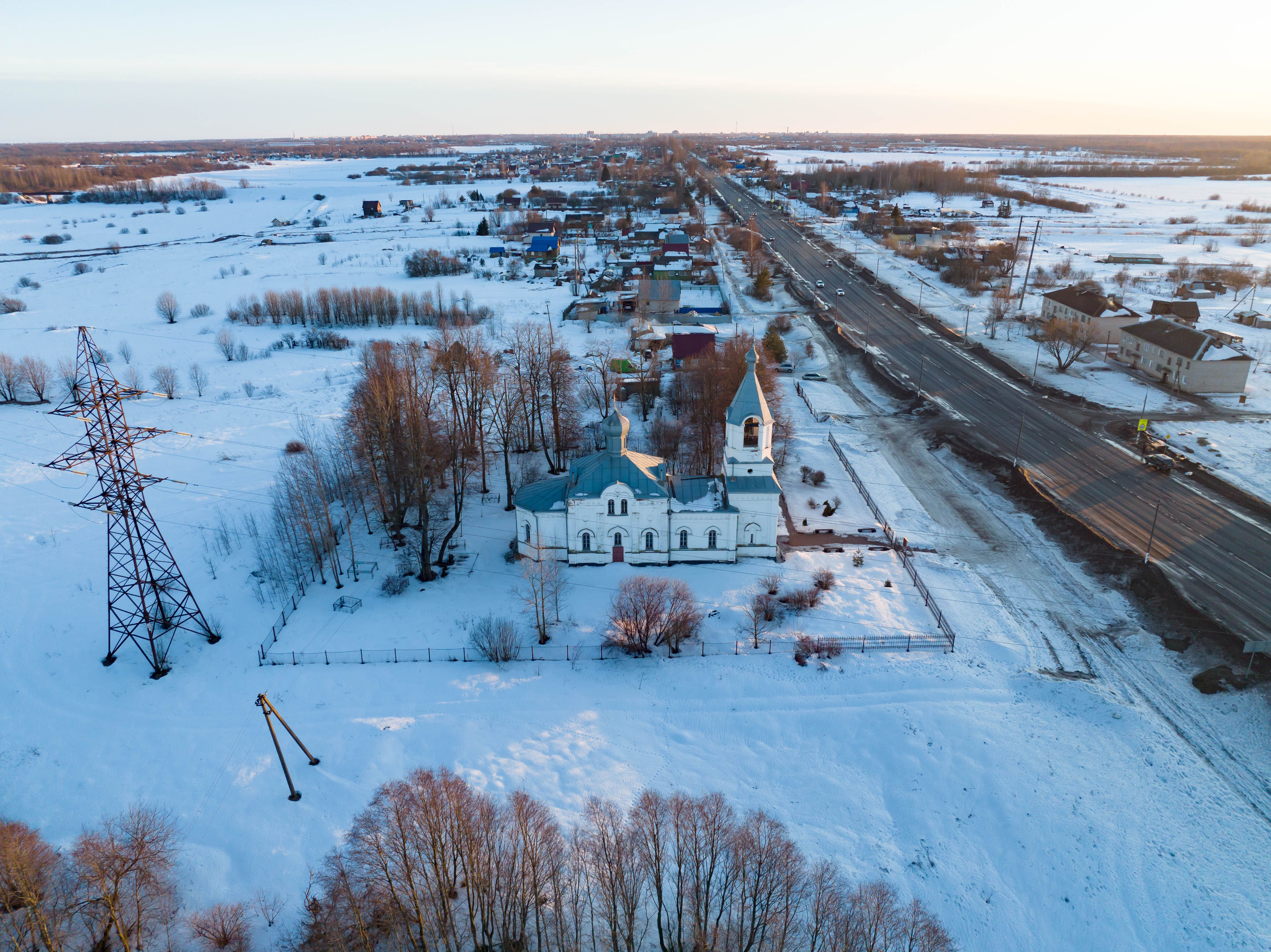
L'église et le village.
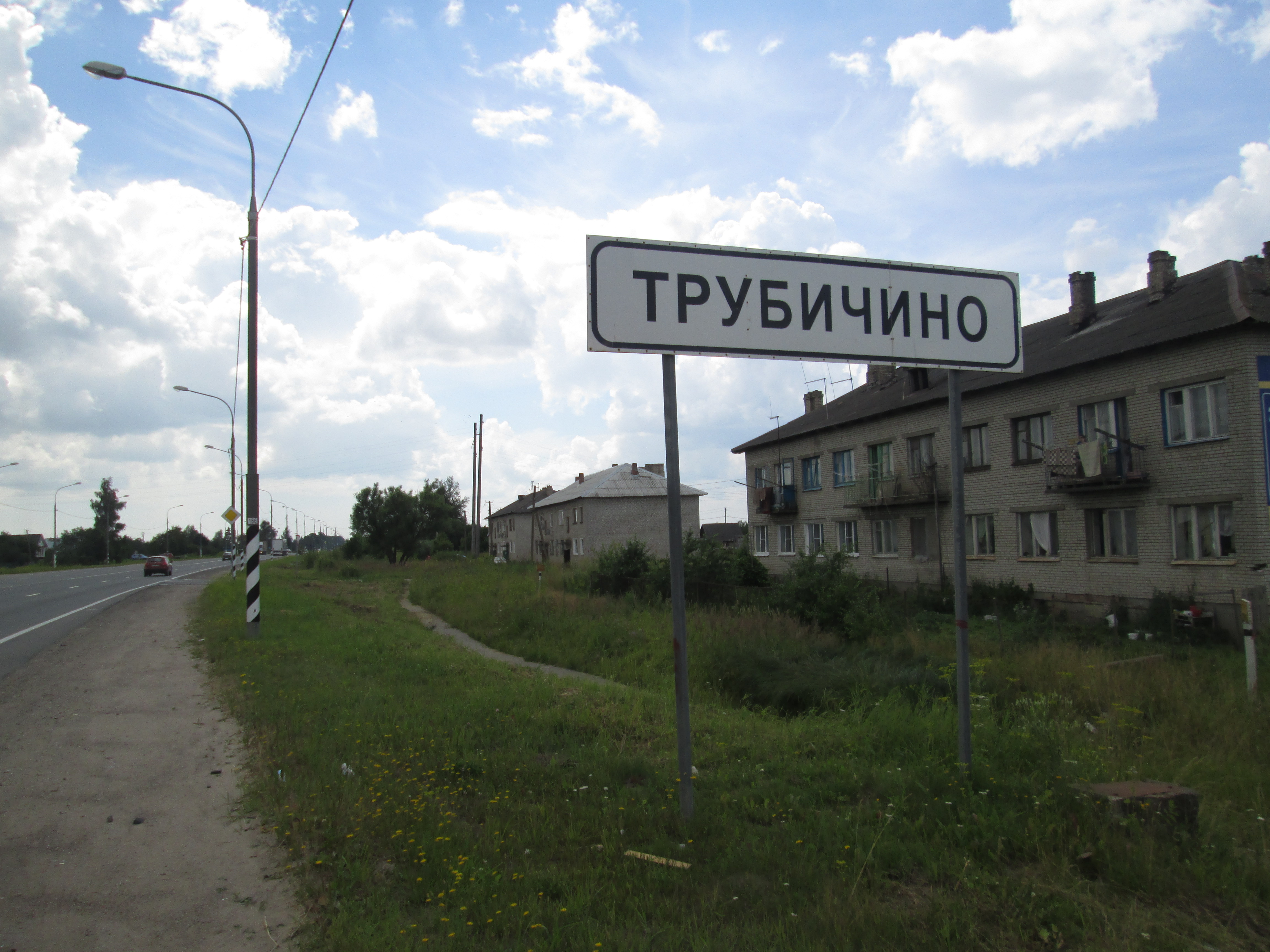
Panneau d'entrée.